# Calcatoggio
Calcatoggio (Corsicaans: Calcatoghju) is een gemeente in het Franse departement Corse-du-Sud (regio Corsica) en telt 440 inwoners (2004).

## Geografie

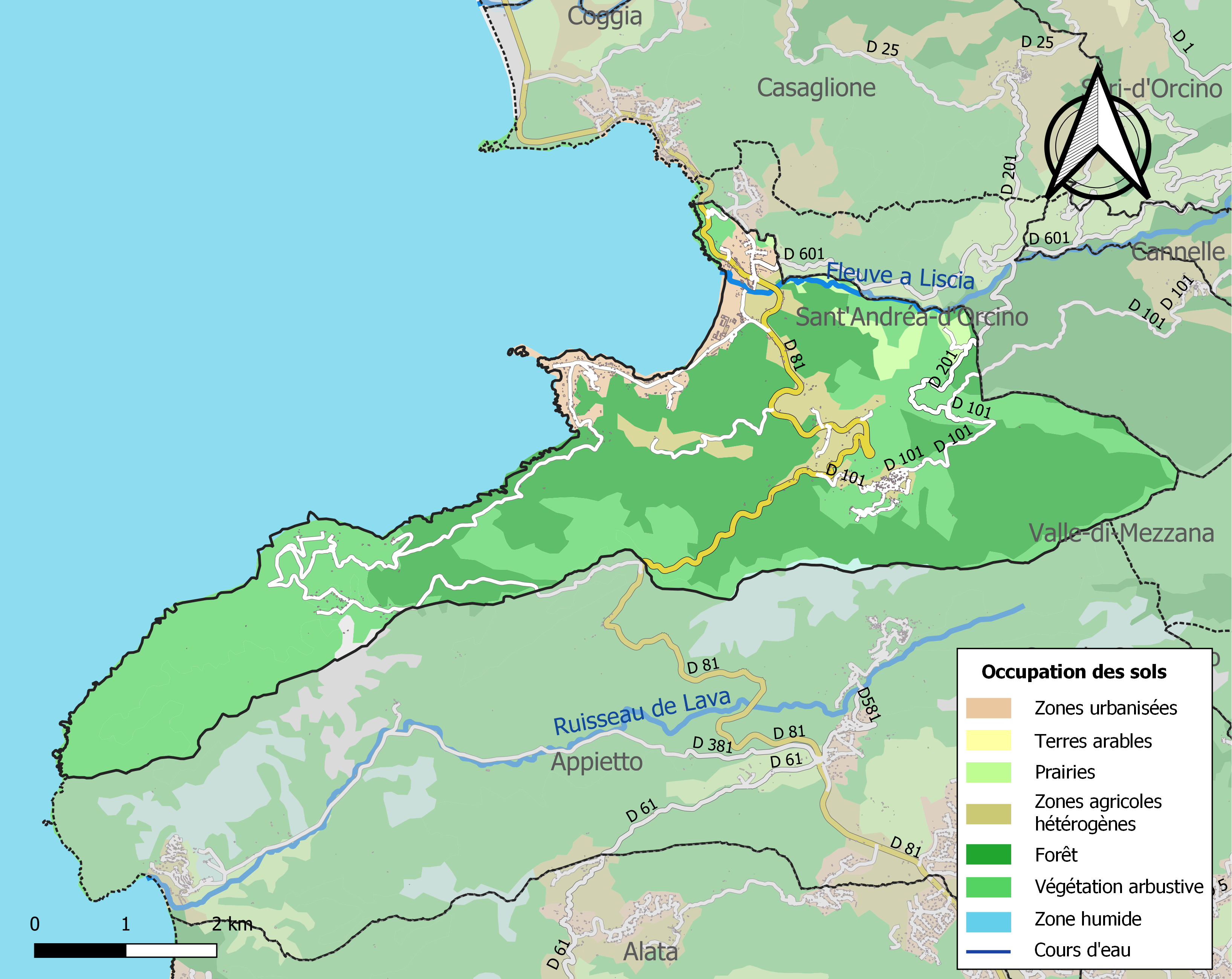
Kaart van de gemeente met de belangrijkste infrastructuur, bodemgebruik en omliggende gemeenten

## Demografie
Onderstaande figuur toont het verloop van het inwonertal.
Vanwege een beveiligingsprobleem met de MediaWiki Graph-software is het momenteel niet mogelijk deze grafiek weer te geven. Zodra de software is bijgewerkt zal de grafiek vanzelf weer zichtbaar worden.